# Уденплан (станція)
59°20′36″ пн. ш. 18°02′45″ сх. д. / 59.34344° пн. ш. 18.04588° сх. д.
Уденплан (швед. Odenplan) — станція Стокгольмської приміської залізниці, розташована у тунелі Citybanan.
Станція відкрита 10 липня 2017 року
Розташована під станцією метро Зеленої лінії Уденплан
Підземна станція, глибина закладення — 30 метрів, з однією прямою платформою острівного типу.
Станція використовує вже існуючі виходи станції метро Уденплан, які були відремонтовані під час будівельних робіт. Зовсім новий, єдиний вхід до місцевого залізничного вокзалу був побудований на розі Далагатан і Ванадісваген біля церкви Святого Матвія.
У планах розвитку є задєл на другий зал станції, тоді загалом станція матиме дві платформи з чотирма рейками Станція має ескалатори та підйомники прямо до метро.